# Victor Sartre
Victor Alphonse Marie Sartre SJ (ur. 23 września 1902 w Saint-Denis-en-Margeride, zm. 13 października 2000 w Analamahitsy k. Antananarywy) – francuski jezuita, misjonarz katolicki na Madagaskarze, pierwszy arcybiskup antananarywski (1955–1960).

## Życiorys
Victor Sartre urodził się w departamencie Lozère na południu Francji w chłopskiej rodzinie jako jedno z jedenaściorga dzieci. Oprócz niego jeszcze czworo rodzeństwa wybrało stan duchowny lub życie konsekrowane. 
W 1917 r. wstąpił do niższego seminarium duchownego w Marvejols, a w 1921 – do wyższego seminarium duchownego w Mende. W 1924 r. rozpoczął nowicjat w zakonie jezuitów w Caussens, a w 1926 juwenat we Florennes (w Belgii, obecnie dystrykt Philippeville w prowincji Namur). W latach 1927–1929 studiował filozofię w Vals-près-le-Puy. Po krótkim pobycie w Bordeaux, powrócił do Belgii, gdzie w Enghien (prowincja Hainaut) studiował teologię w latach 1930–1934. 28 sierpnia 1932 roku otrzymał święcenia kapłańskie. W latach 1935–1937 kontynuował studia teologiczne na Uniwersytecie Gregoriańskim w Rzymie.
W czerwcu i lipcu 1937 r. odbył pielgrzymkę do Ziemi Świętej i do Jerozolimy, a 11 sierpnia 1937 wyjechał na Madagaskar (wówczas kolonia francuska), gdzie pracował jako profesor teologii (1937–1942). Następnie do 1948 r. był rektorem Collège Saint Michel i przełożonym jezuitów na Madagaskarze. 11 marca 1948 został wikariuszem apostolskim Tananarive z tytułem biskupa Vaga. 17 lipca 1948 r. został wyświęcony na biskupa. 14 września 1955 r. wikariat apostolski Tananarive został podniesiony do rangi archidiecezji, a Victor Sartre został jej pierwszym arcybiskupem i jednocześnie metropolitą tananarywskim.
Po odzyskaniu przez Madagaskar niepodległości Sartre złożył w grudniu 1959 r. rezygnację z urzędu arcybiskupa na ręce papieża Jana XXIII, by zwolnić urząd dla miejscowego ksiądz. Po dymisji Sartre’a 12 stycznia 1960 godność arcybiskupa Tananarive objął Jéróme Louis Rakotomalala, natomiast arcybiskup senior otrzymał tytuł arcybiskupa Beroë i opuścił Madagaskar, udając się do Rzymu, by wziąć udział w przygotowaniach do soboru watykańskiego II, a następnie w jego obradach (1962–1963). Po drugiej sesji soboru udał się jako zwykły misjonarz do Kamerunu, gdzie był rektorem wyższego seminarium duchownego w Otélé (1963–1965).
Od 1968 do 1970 roku przebywał na wyspie Reunion, a następnie powrócił na Madagaskar, gdzie podejmował się różnych zadań duszpasterskich. W 1984 roku osiadł w domu spokojnej starości, nie rezygnując jednak z pracy duszpasterskiej.
Przed śmiercią w wieku 98 lat Victor Sartre był najstarszym francuskim biskupem. Jego pogrzeb zgromadził wielu mieszkańców Madagaskaru.

## Twórczość
- Le bienheureux Jacques Berthieu, s. 1-203, ASIN B0014T9BCO
- Mémoires pour l'histoire à Madagascar: 1933-1990. Analamahitsy Antananarivo Paris: Editions Ambozontany Editions Karthala, 2008, s. 1-248. ISBN 978-2-84586-989-9.

## Odznaczenia
- 1956: kawaler Legii Honorowej
- 1965: kawaler kameruńskiego Ordre de la Valeur[a]
- 1968: oficer Legii Honorowej